# 零陵区
零陵区是中国湖南省永州市所辖的一个市辖区。常住总人口56.36万人，区人民政府駐徐家井街道南津中路9號。区域总面积为1,964.14平方公里。
1995年11月，国务院批准：撤销零陵地区和原永州市、冷水滩市，设立地级永州市和芝山区、冷水滩区。以原永州市为芝山区的行政区域。1997年7月，永州市人民政府驻地由芝山区迁至冷水滩区。2005年，芝山区更名为零陵区。

## 歷史

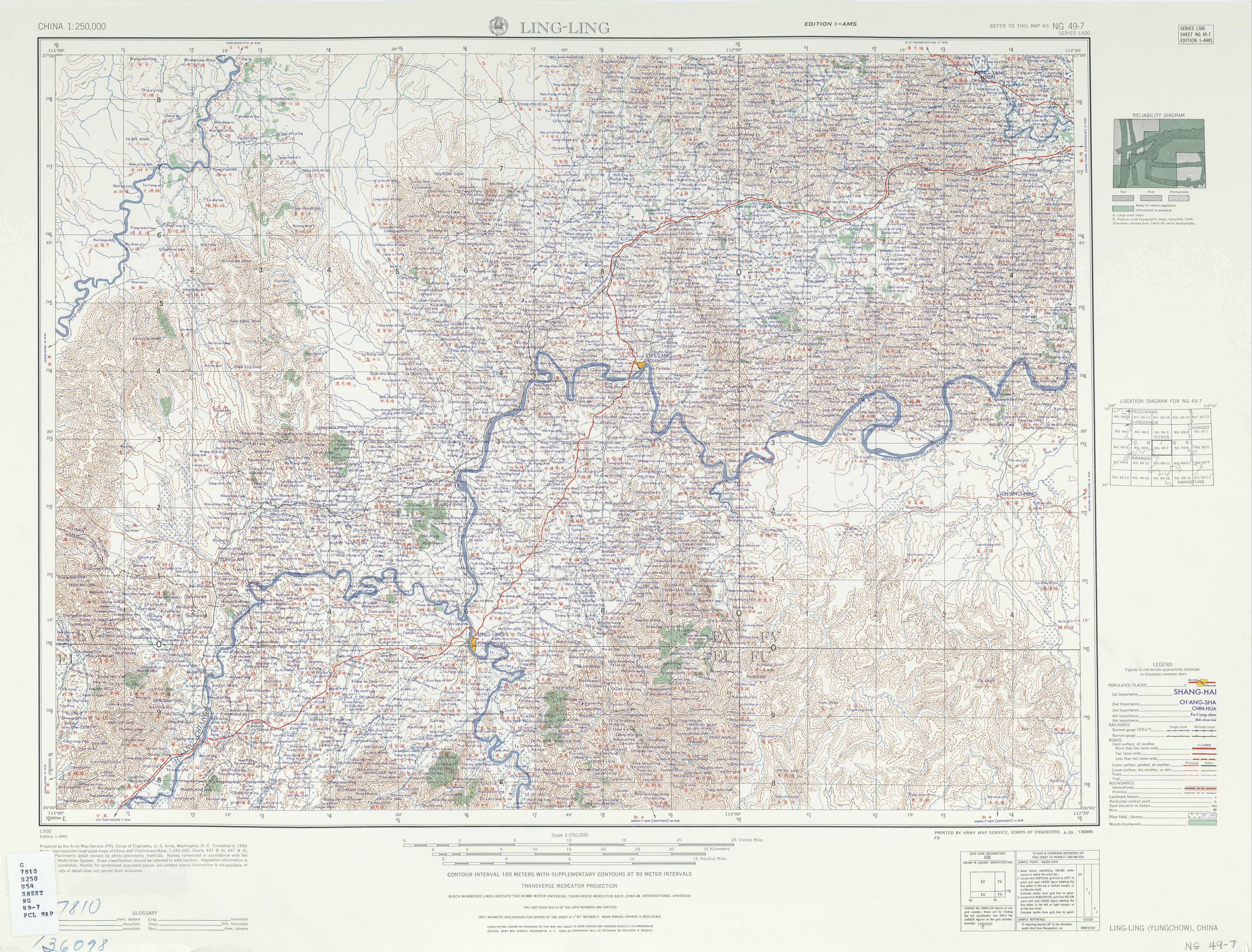
美國陸軍地圖（1954年）

零陵得名于舜葬九疑。《史记·五帝本纪》载：舜“南巡狩，崩于苍梧之野，葬于江南九疑，是为零陵”。零陵城始建公元前124年，至今（2010年）已有2134年。其建城历史在湖南仅次于长沙。“零陵”作为县级区域名称，从隋开皇九年（589年）改泉陵县为零陵县至1984年，前后沿用了1395年。 根据马王堆汉墓出土的描绘西汉初年长沙国的《驻军图》记载零陵有九支驻军布防，是长沙国南境的重要军事防地。
萌渚岭、都庞岭和越城岭为其境内主要山脉，地理上处于北纬24°39'至26°51′间，东经110°06′至112°21′之间，南北相距最长处245公里，东西相间最宽处144公里，总面积1,959.11平方公里。

### 现代更名
- 1949年10月，归入永州专区零陵县。
- 1950年，永州专区改为零陵专区。
- 1968年9月，零陵專區改稱「零陵地區」。
- 1982年1月23日，自零陵縣析置永州市（縣級），归零陵地区管辖。
- 1984年6月22日，撤銷零陵縣，設立冷水灘市，以零陵縣部分地區為其行政區域，原零陵縣其他地區併入永州市（縣級）。
- 1995年11月21日，撤銷零陵地區，新建地級永州市，原縣級永州市調整為芝山區。
- 2005年，芝山區復名為零陵區。

## 人口
永州市第七次全国人口普查公报显示：零陵区常住人口为563556人，男性人口占比51.14%，女性人口占比48.86%，年龄结构中0-14岁占比19.95%，15-59岁占比60.73%，60岁以上占比19.32%，65岁以上占比14.3%。
2003年，全区总人口为58万人。

## 經濟
2014年GDP为179.8亿元，工业增加值59.1亿元。

## 行政区划
零陵区下辖6个街道办事处、7个镇、3个乡：
朝阳街道、南津渡街道、七里店街道、徐家井街道、接履桥街道、石山脚街道、水口山镇、珠山镇、黄田铺镇、富家桥镇、菱角塘镇、邮亭圩镇、石岩头镇、大庆坪乡、梳子铺乡和凼底乡。

## 交通
- 207国道、 322国道过境。